# Tipula (Microtipula) detecta
Tipula (Microtipula) detecta is een tweevleugelige uit de familie langpootmuggen (Tipulidae). De soort komt voor in het Neotropisch gebied.